# گورستان تبادکان
قبرستان تبادکان مربوط به دوره تیموریان تا دوره قاجار است و در شهرستان مشهد، بخش مرکزی، دهستان تبادکان، ضلع غربی روستای تبادکان واقع شده و این اثر در تاریخ ۲ مرداد ۱۳۸۷ با شمارهٔ ثبت ۲۳۰۹۵ به‌عنوان یکی از آثار ملی ایران به ثبت رسیده است.